# Jacques-Éric Strauss
 (mars 2015).
Si vous disposez d'ouvrages ou d'articles de référence ou si vous connaissez des sites web de qualité traitant du thème abordé ici, merci de compléter l'article en donnant les références utiles à sa vérifiabilité et en les liant à la section « Notes et références ».
Jacques-Éric Strauss, né en 1935, est un producteur de cinéma français. Il est connu pour avoir produit le film d'Henri Verneuil Le Clan des Siciliens avec le trio Gabin-Ventura-Delon.

## Biographie
Après des débuts de reporter-cameraman au sein des cinémas des armées en Algérie, Jacques-Éric Strauss entame une carrière dans la production chez Paris-Films Productions des frères Hakim, où il travaille notamment avec Buñuel, Antonioni, Duvivier, Carné, Delanoy et Verneuil. 
Il intègre ensuite Fox Europa où il est chargé des acquisitions et productions européennes, puis des ventes à l’étranger pour la société Les Films 13, tout en créant sa société Président Films en 1970.

### Le triomphe duClan des Siciliens
En 1967, il achète les droits du roman Le Clan des Siciliens à Auguste Le Breton. Il l'envoie à Alain Poiré et Gaumont sans avoir de réponse pendant deux ans.
Son contrat de producteur lui permet de tourner un film par an chez Fox Europa. Il propose alors le scénario à Darryl F. Zanuck qui accepte à la condition de mettre sa nouvelle fiancée dans le rôle de l'hôtesse de l'air et surtout que le budget du film ne soit pas dépassé.
Alain Delon, sous contrat avec la Fox, accepte le rôle et Jean Gabin accepte à son tour.
Le scénario est réécrit plusieurs fois afin d'avoir Lino Ventura dans le rôle du policier et ainsi avec un trio exceptionnel au casting.
Henri Verneuil est choisi comme réalisateur pour sa grande maîtrise des films d'actions, après que Strauss a vu Week-End a Zuydcoote.
À sa sortie, Le Clan des Siciliens est un triomphe avec 4 821 585 entrées en France.

### Carrière
Durant sa carrière de producteur, il produit des films commerciaux comme L'Héritier de Philippe Labro avec Belmondo comme des films plus intimistes tels ceux de Jean-Louis Trintignant.
Après avoir produit René la Canne d'après une histoire vraie, et avec Gérard Depardieu dans le rôle, il échappe de justesse à la faillite.

### Famille
Il est le père de la réalisatrice Florence Strauss.

## Filmographie partielle
- 1969 : La Promesse de Paul Feyder et Robert Freeman
- 1969 : Le Clan des Siciliens d'Henri Verneuil
- 1971 : Sans mobile apparent de Philippe Labro
- 1973 : Une journée bien remplie de Jean-Louis Trintignant
- 1973 : L'Héritier de Philippe Labro
- 1974 : Le Hasard et la Violence de Philippe Labro
- 1974 : Le Secret de Robert Enrico
- 1976 : Je t'aime moi non plus de Serge Gainsbourg
- 1977 : René la Canne de Francis Girod
- 1977 : Violette et François de Jacques Rouffio
- 1980 : Alors... Heureux ? de Claude Barrois
- 1980 : Le Bar du téléphone de Claude Barrois
- 1983 : Au nom de tous les miens de Robert Enrico
- 1986 : Taxi Boy  d'Alain Page
- 1987 : Poussière d'ange d'Édouard Niermans
- 1989 : Sans espoir de retour de Samuel Fuller
- 1989 : Jésus de Montréal de Denys Arcand
- 1989 : Rouge Venise d'Étienne Périer
- 1991 : J'embrasse pas d'André Téchiné
- 1995 : Dans la Cour des grands de Florence Strauss
- 1997 : Le Loup-garou de Paris d'Anthony Waller
- 2002 : Le Boulet d'Alain Berbérian et Frédéric Forestier
- 2003 : Ripoux 3 de Claude Zidi